# Горбунов Федір Іванович
Горбунов Федір Іванович.(7 червня 1921, с. Черіпаново, Новосергіївский район, Оренбурзької області — 29 серпня 1996 м. Знам'янка) — почесний громадянин м. Знам'янки, учасник бойових дій німецько-радянської війни 1941—1945рр.

## Життєпис
Горбунов Федір Іванович народився 7 червня 1921року с. Черіпаново Новосергіївского району, Оренбурзької області. Почесний громадянин м.Знам'янка. Учасник бойових дій Великої Вітчизняної війни 1941—1945 рр. і підпільно-партизанського руху.
Батько — Горбунов Іван Гаврилович робітник радгоспу ім. Магнібуду Мустаєвського району Оренбурзької області, мати — Горбунова Євдокія Олександрівна, домогосподарка, виховувала 6-х дітей.
В 1928 році Федір Іванович став учнем першого класу Черіпанівської сільської школи. Навчався відмінно. З 16 років працював секретарем, потім бібліотекарем цієї школи, а в 1939 року закінчив річні курси по підготовці вчителів при обласному відділі народної освіти м. Оренбурга, потім був зарахований студентом ІІкурсу літературного факультету заочного відділення Оренбурзького педінститу і направлений на роботу семирічну школу в селі Ржавка Мустаївського району Оренбурзької області. Свою вчительсько — директорську працю поєднував із заочним навчанням.
|  | «...Було йому тоді вісімнадцять: маленького зросту, рухливий і дуже кмітливий. Невдовзі його рекомендували на посаду директора цієї школи. Молодий директор дуже вболівав і за навчально-виховну роботу, і за побутові умови педагогів.» |

|
Війна застала його якраз на літній екзаменаційній сесії. В один із днів постав перед військовим комісаром, попросив відправити його на фронт. Але військкомат — відмовляє. Медична комісія також заперечує. Причина в його зрості. Він не зупиняється стукає в різні двері. І ось…
У січні 1942 року Федір Горбунов потрапляє до Ржавської полкової школи.
З 02.08.1942 р. в числі кращих бійців — курсант Уфимського піхотного училища.
З 05.11.1942 р. у складі 17-ї мотомеханізованої бригади командиром піхотного взводу, бере участь за станцію у боях під Сталінградом. В бою за станцію Зимівники після тяжкого поранення в ногу і голову потрапив у німецький полон. Під час руху ешелону з військовополоненими на захід лейтенант Ф.Горбунов з двома товаришами через верхній люк вагона вдало вистрибнув у глибокий сніг. Втікачі дісталися с. Новороманівки, де зустрілися з керівником однієї з груп партизан загону ім..Ворошилова (Командир — Куценко), воював у партизанах спочатку як боєць, а потім — командиром партизанської групи. У грудні 1943 р. партизанський загін зустрівся з частинами Червоної Армії.
У складі 252-ї дивізії командиром взводу визволяв с. Підлісне. Села Знам'янського району визволяв у складі 214-ї стр.дивізії. Був поранений у бою, лікувався у госпіталі с. Шамівка. Після одужання брав участь в Корсунь — Шевченківській битві, в боях за Умань, Дубоссари, Ясси. Пройшов бойовий шлях через Україну, Молдавію, Румунію, Угорщину, Чехословаччину. Закінчив бойові дії у Європі капітаном — командиром роти Забайкальського фронту, брав участь у розграмі Квантунської армії Японії.
|  | "…І треба ж такому трапитись: в останньому бою отримав ще одне поранення, на цей раз пошкодив праве око. На рідну оренбурзьку землю 25-річний капітан повернувся після госпіталю, у січні 1946року. А батьки вже отримали на нього похоронку." |

|
В боях отримав 5 поранень і одну контузію, Інвалід ВВв Ігр.
Завершив навчання в Чкаловському педінституті(1948р), працював директором Бузулукської школи робітничої молоді. Відчував, що погіршується зір. Знаменитий академік Філатов порадив переїхати на місце проживання ближче до Одеси. Обрав Знам'янку.
Переїхавши до Знам'янки влаштувався працювати в Знам'янську середню школу № 2 де він відпрацював 30 років — учителем, завучем, директором (з 15серпня 1949року).
Під керівництвом Ф. І. Горбунова Знам'янська ЗОШ № 3 пройшла архітектурно- технічну модернізацію. Був надбудований третій поверх будівлі, створені нові навчальні кабінети, впроваджено використання технічних засобів.
Був активним у громадському житті міста: лектор товариства «Знання».
|  | "Ось так часто бувало, коли невеличкого зросту чоловік у темних окулярах виходив на трибуну, в залі наставала тиша. Гарно і дохідливо розповідав про роль літератури в боротьбі за мир, знайомив з героями творів про війну письменників К.Симонова, О.Фадєєва, О.Гончара, Р.Гамзатова…" |

|
Ректор народного університету педагогічних знань, громадський методист кабінету російської мови і літератури Кіровоградського інституту вдосконалення вчителів, завідувач опорного пункту видавництв «Дніпро» і « Радянський письменник»… Він твердо був переконаний, що робив корисну і потрібну справу.
…Слова сердечної вдячності на його адресу в різні роки вислови В.Кучер,, В.Петльований, А.Головко , Ю.Збанацький, Л.Первомайський .
В 1951 році був обраний депутатом Знам'янської міської ради.
В 1973 року створив у місті групу інвалідів по зору, яка потім влилася в Олександрійську територіальну Організацію Українського товариства сліпих — де він був керуючим цією групою, доклав багато зусиль для матеріального забезпечення і організації відпочинку цих людей, домігся створення для сліпих фонотеки при бібліотеці Палацу Культури залізничників. За цю почесну і гуманну роботу, був неодноразово нагороджений грамотами та почесними подяками.
З метою розширення і поглиблення культурно-масової роботи серед молоді і населення міста спільно із зав.бібліотекою Клуба залізничників Калач М. Ф., Федір Іванович встановив зв'язки з Театральним товариством України та Спілкою композиторів України, допоміг у створенні Народного Університету культури, де став ректором. Із 1978року в місті було проведено багато безкоштовних концертів за участю співаків, майстрів художнього слова, комедійних та трагічних акторів, і за цю роботу нагороджувався грамотами Спілки композиторів і Театрального товариства України.
Серед вихованців Федора Івановича були робітники, службовці, директори шкіл, журналісти. За клопотанням колективу працівників ЗОШ № 2 м. Знам'янки, врахоуючи мужність, героїзм, в проявленні активної життєвої позтції 5 серпня 1991 року присвоєно звання «Почесний громадянин м. Знам'янки».
У 1978 році вийшов на пенсію.
Свої останні роки Федір Іванович тяжко хворів, але не здавався. Брав активну участь у вихованні молоді, зустрічався із школярами та студентами напередодні Дня Перемоги. Його запрошували на зустрічі до бібібліотек, де він розповідав підростаючому поколінню свою біографію і про своє фронтове життя. Діти із захопленням слухали його і робили висновки.
|  | "…Мало говорить він про себе, більше про друзів - однополчан, з якими і зараз підтримує тісні зв’язки. Слухають юнаки і дівчата ці розповіді, а за ними – цілий ряд живих і яскравих прикладів мужності радянських людей. Такі уроки мужності на зустрічі непоодинокі. В них Ф.І.Горбунов вбачає своє головне завдання виховувати молоде покоління." |

|
Так співпало, що саме в той день, коли до друку було підписано книгу О.Рябошапки «Вогонь не скорених сердець», де вміщено розповідь про Ф.Горбунова — «Сонце в обличчя». У той же день Знам'янка хоронила свого Почесного громадянина. Людина нескореного серця…
29 серпня 1996 року, помер Горбунов Федір Іванович. Його було поховано на кладовищі в с. Гостинне, Знам'янського району.

## Нагороди та звання
За героїзм і мужність, проявлені в боях Великої Вітчизняної війни нагороджений:
Орденом Вітчизняної війни I та II ступ. Медаллю «За відвагу»;
медаллю « За перемогу над Німеччиною у Великій Вітчизняній війні 1941—1945 рр.»;
медаллю «За перемогу над Японією»;
медаллю «За сумлінну працю. В ознаменування 100-ліття від дня народження В. І. Леніна»;
багатьма ювілейними медалями: медаллю «Ветеран праці»;
Почесним знаком «Відмінник народної освіти УРСР»;
звання Почесний громадянин м. Знам'янки, Кіровоградської області.

## Вшанування пам'яті
В лютому 2016року на честь Горбунова Федора Івановича в м. Знам'янці, Кіровоградської області.було названо вулицю .